# Dipartimento di Kouh Orientale
Il dipartimento di Kouh Orientale è un dipartimento del Ciad facente parte della provincia del Logone Orientale. Il capoluogo è Bodo.

## Comuni
Il dipartimento comprende i seguenti comuni:
- Bédjo
- Béli
- Bodo